# اما بکت (بازیکن فوتبال)
اما بکت (انگلیسی: Emma Beckett؛ زادهٔ ۲۹ مهٔ ۱۹۸۷) بازیکن فوتبال اهل بریتانیا است.
از باشگاه‌هایی که در آن بازی کرده‌است می‌توان به باشگاه فوتبال زنان فولام اشاره کرد.
وی همچنین در تیم ملی فوتبال زنان جمهوری ایرلند بازی کرده‌است.